# Minusu Buba
Minusu Buba est un footballeur nigérian né le 17 octobre 1984 au Nigeria, qui évolue actuellement au poste d'attaquant dans le club égyptien d'Al Sina'a Bagdad.

## Carrière
Minusu a inscrit six buts, pour Asmant Assiout lors de la saison 2005-06.
Buba rejoint l'Ittihad Al Shorta en janvier 2009 et quitte l'ENPPI. Il réalise une formidable saison avec sa nouvelle équipe en 2009-10. Buba a inscrit 14 buts en championnat, et fut couronné meilleur buteur de la ligue.

## Palmarès

### Individuel
- Meilleur buteur du championnat égyptien : 2009-10.